# Benoît Carcenat
Benoît Carcenat (* 7. Juli 1978 in Les Farges) ist ein französischer Koch, der in der Schweiz kocht. 

## Werdegang
Carcenat schloss 1999 die Hotelfachschule in Bordeaux ab. Er wurde von Joël Robuchon in Paris (drei Michelinsterne) in der Gourmetküche ausgebildet, es folgten Stationen bei Thierry Marx und Christian Parra in Frankreich.
2006 wechselte er in die Schweiz zum Hôtel de Ville zu Benoît Violier in Crissier (drei Michelinsterne).
Seit 2021 ist Carcenat Küchenchef im Restaurant La Table du Valrose in Rougemont, das 2022 mit einem Michelinstern ausgezeichnet wurde.

## Auszeichnungen
- 2015: Aufnahme als Meilleur Ouvriers de France (Bester Handwerkskünstler Frankreichs)[5]
- 2022: Ein Michelinstern für Restaurant La Table du Valrose in Rougemont[3][4]
- 2022: Koch des Jahres 2023 von Gault-Millau[6]